# Acanthurus chronixis
Acanthurus chronixis és una espècie de peix pertanyent a la família dels acantúrids.

## Descripció
- 8 espines i 26-26 radis tous a l'aleta dorsal i 3 espines i 24 radis tous a l'anal.[2]

## Hàbitat
És un peix marí, associat als esculls i de clima tropical (2°N-1°N) que viu fins als 6 m de fondària.

## Distribució geogràfica
Es troba al Pacífic occidental: Kapingamarangi.

## Observacions
És inofensiu per als humans.